# John Willard
John Willard (ur. 28 listopada 1885 w San Francisco, zm. 30 sierpnia 1942 w Los Angeles) – amerykański dramaturg. Jego najbardziej znanym dziełem jest sztuka Kot i kanarek (The Cat and the Canary, 1922), która była wielokrotnie ekranizowana. Pierwszą ekranizacją tej sztuki był głośny niemy film o tym samym tytule z 1927 roku.